# 博伦多夫
博伦多夫是德国莱茵兰-普法尔茨州的一个市镇。总面积13.15平方公里，总人口1606人，其中男性831人，女性775人（2011年12月31日），人口密度122人/平方公里。

## 参考

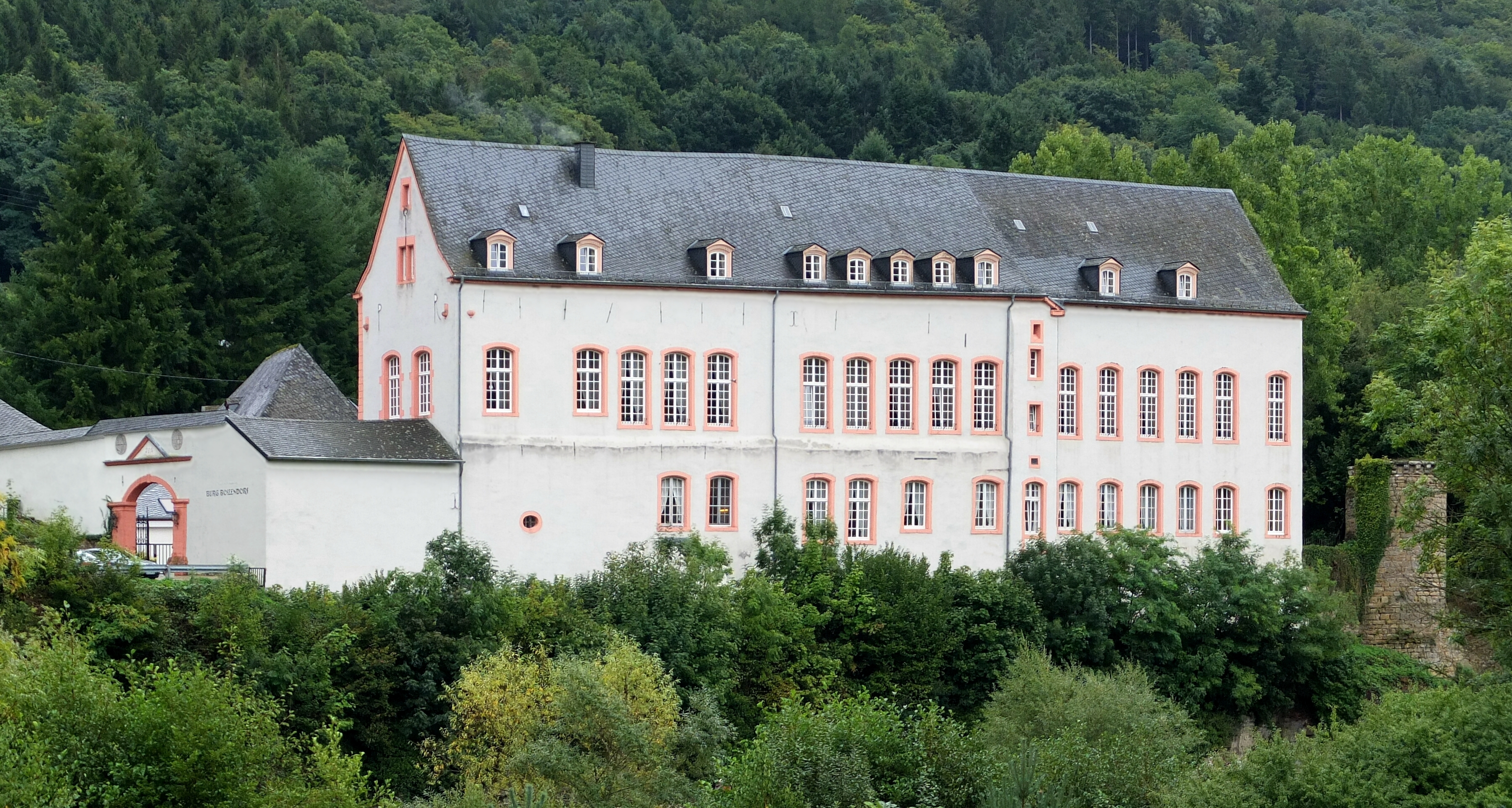
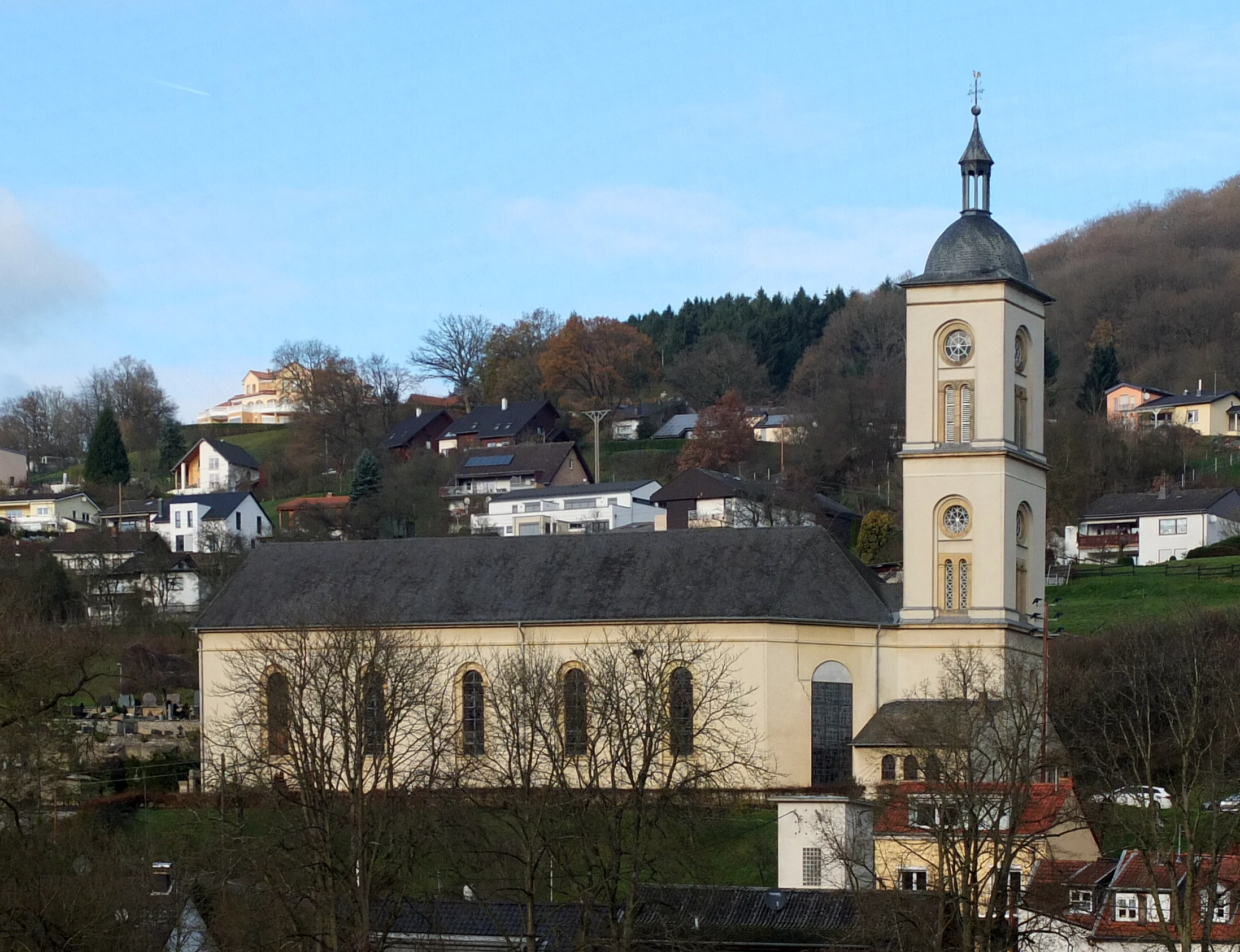
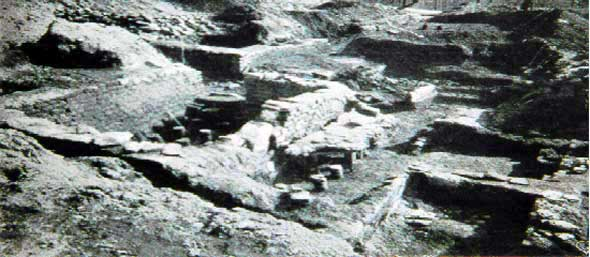
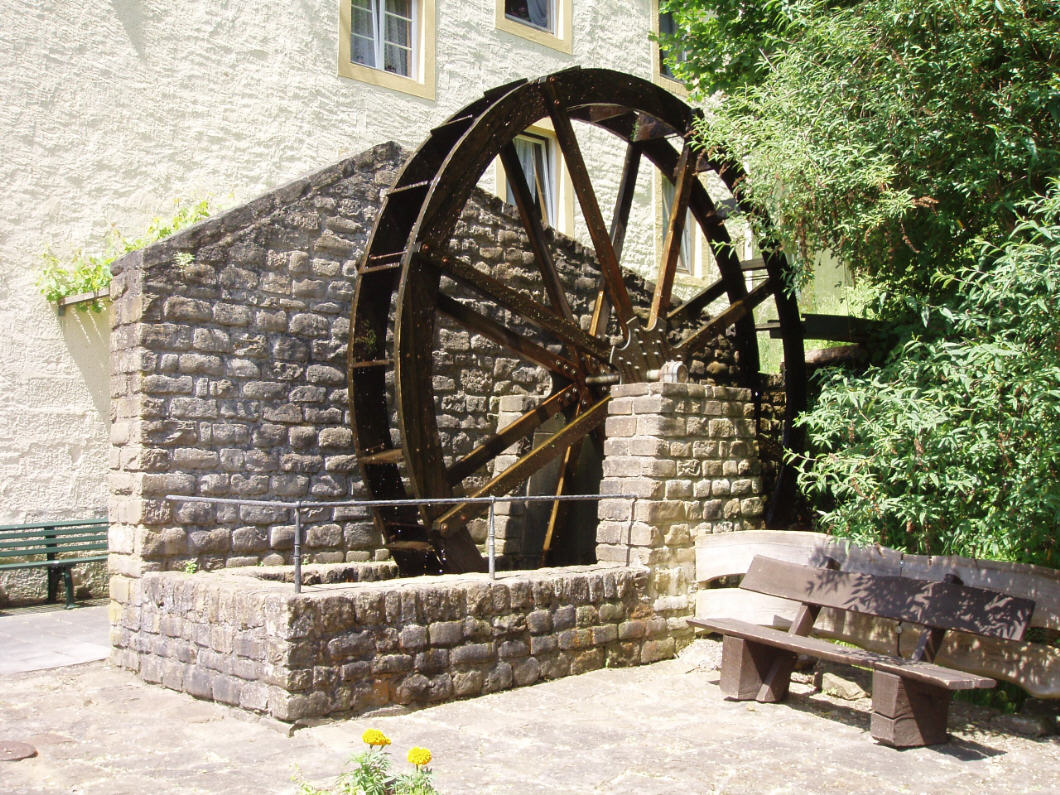